# Billy Joel
William Martin (Billy) Joel (The Bronx (New York), 9 mei 1949) is een Amerikaanse pianist, singer-songwriter en componist. Tussen 1972 en 1993 produceerde hij popmuziekhits (begonnen met de single Nocturne), waaronder bijvoorbeeld Piano Man en Goodnight Saigon. Na 1993 lag de focus van Joel op optreden en het schrijven en opnemen van klassieke muziek.

## Biografie

### Carrière

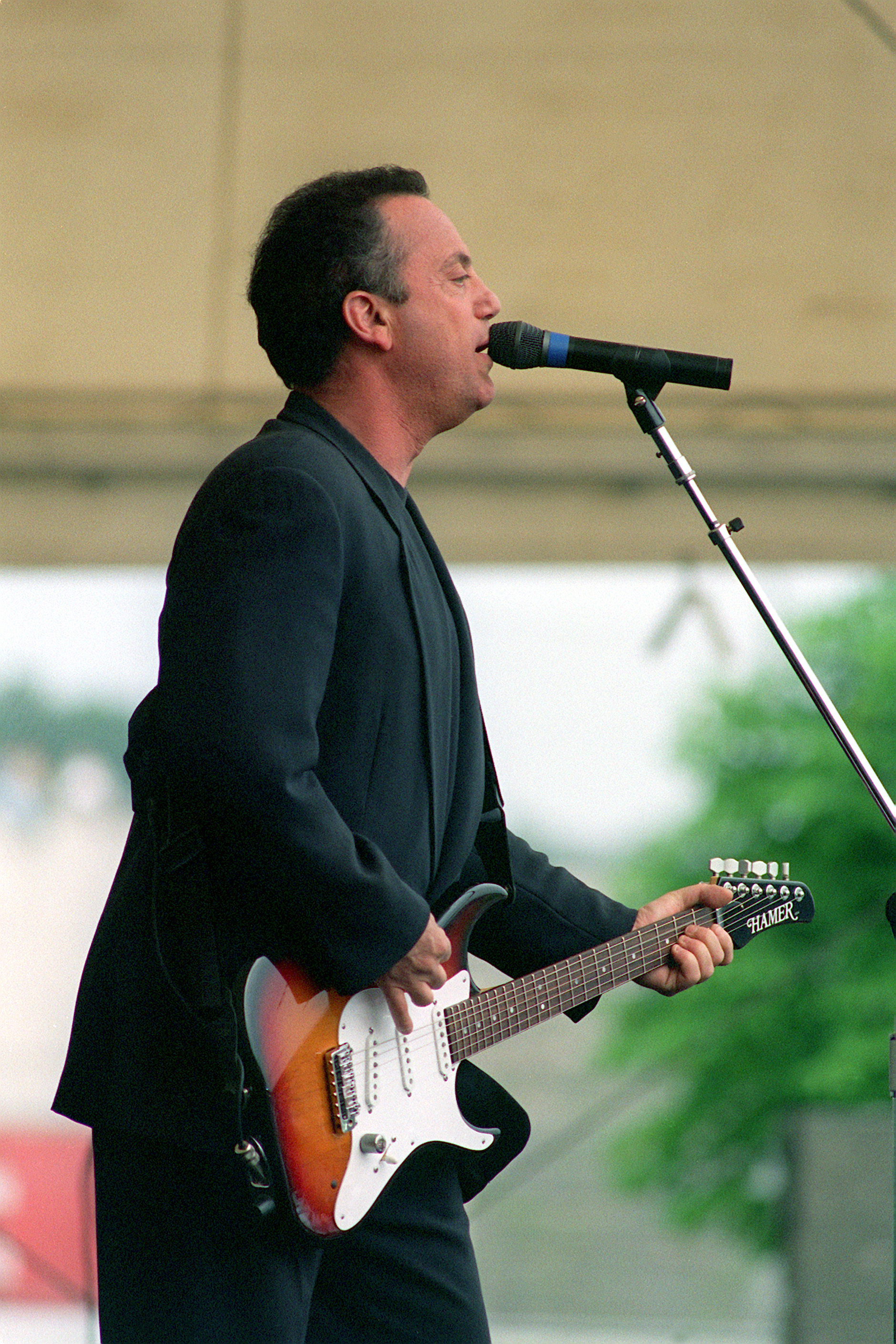
Billy Joel in 1994

Van jongs af aan had Joel sterke interesse in muziek, vooral klassieke muziek.
Hij werd hierbij geïnspireerd door onder andere Ray Charles, Dave Brubeck, Sam Cooke, The Rolling Stones, The Beatles, Otis Redding en Ludwig van Beethoven.
Joel werd op zijn veertiende jaar voor het eerst lid van een band. In de jaren zestig maakte hij deel uit van de band The Hassles. Samen met Jon Small, de drummer van The Hassles, vormde hij het rockduo Attila. Ook speelde hij in pianobars onder de naam Bill Martin. Zijn eerste soloalbum, Cold Spring Harbor – een referentie naar Cold Spring Harbor, een klein dorpje aan de noordkust van Long Island (New York) – kwam in 1971 uit.
Joel ging op tournee met Elton John; gedurende de tournees speelden ze elkaars liederen en voerden duetten op. Joel werd in 1999 opgenomen in de Rock and Roll Hall of Fame.
In januari 2007 werd bekendgemaakt dat Joel bezig was aan een nieuwe popsingle (de eerste sinds River of Dreams uit 1993). In februari kwam die single daadwerkelijk uit, getiteld All My Life.

### Tekstschrijven
Joel is geboren in een Joods gezin in een wijk die vandaag de dag bekendstaat als de South Bronx en groeide op op Long Island, een welvarende regio buiten New York, in een stad genaamd Hicksville in de historische wijk Levittown. In zijn teksten refereert hij vaak naar locaties in de stad New York en omgeving. Zo verwijst hij bijvoorbeeld in het lied It's Still Rock and Roll to Me naar de Miracle Mile, een winkelcentrum op Northern Boulevard in het gehucht Manhasset.
Joel werd bij het schrijven van zijn teksten ook sterk geïnspireerd door eigen ervaringen; wellicht de beste voorbeelden hiervan zijn Piano Man, dat hij schreef naar aanleiding van zijn ervaringen als pianist in een pianobar in de jaren zeventig, en Scenes from an Italian Restaurant dat waarschijnlijk gaat over het restaurant Christiano's of een vergelijkbaar restaurant in de New Yorkse wijk Little Italy. Zijn lied New York State of Mind, een nummer van het in 1976 verschenen album Turnstiles dat sindsdien een popklassieker is geworden, geeft ook blijk van zijn affiniteit met zijn thuisstaat.
Joel staat ook bekend om zijn impressies van het leven in Lehigh County (Pennsylvania), dat hij hulde brengt in een van zijn populairste liederen, Allentown, dat in 1982 uitkwam. Het lied verwoordt het leven in industriestad Allentown (Pennsylvania) in het begin van de jaren tachtig.
Joels dochter Alexa is ook een bron van inspiratie geweest; hij schreef Lullabye (Goodnight, My Angel) voor haar. Hij combineert zijn liefde voor zijn dochter met een impressie van het onaangename leven van kapiteins in de zeevisserij in het lied The Downeaster Alexa. Uptown Girl was een liefdeslied over Joels relatie met topmodel Christie Brinkley, zij speelt ook in de videoclip mee. Brinkley werd Joels tweede vrouw en is Alexa's moeder.
Joel had altijd een goedgelovige, open instelling in zowel zijn zakelijke als persoonlijke relaties. Deze instelling manifesteerde hij in nummers als Tell Her About It, Honesty en And So It Goes. Het is ook terug te vinden in zijn omschrijving van de ingrediënten die benodigd zijn voor een geslaagde relatie in A Matter of Trust.
Het nummer We Didn't Start the Fire somt historische gebeurtenissen op van zijn geboorte in 1949 tot eind jaren tachtig, de eerste veertig jaren van Joels leven, die zijn fascinatie voor cultuur en geschiedenis weerspiegelen. Het lied Leningrad toont Joels waardering voor de geschiedenis van de Sovjet-Unie en zijn gevoelens over de Koude Oorlog, waarin hij opgroeide. Voordat Joel de muziekindustrie betrad wilde hij geschiedenisleraar worden; later in zijn carrière kreeg hij de bevoegdheid om in de staat New York te onderwijzen.
Joel heeft recent opnieuw vormgegeven aan zijn interesse voor klassieke muziek en is gaan experimenteren op dat gebied. Fantasies & Delusions, zijn eerste album met klassieke werken, kreeg een lauwe reactie van critici, maar kreeg een nummer 1-notering op klassieke hitlijsten.

### Privé
Joel trouwde zijn zakelijke manager Elizabeth Weber in mei 1971. Het huwelijk eindigde in een echtscheiding in juli 1982.
Joel trouwde daarna in maart 1985 met supermodel Christie Brinkley. Uit hun huwelijk is een dochter voortgekomen, Alexa Ray Joel (vernoemd naar Ray Charles). Zij is geboren op 29 december 1985. Ook dit huwelijk eindigde in een scheiding in augustus 1994.
Op 3 oktober 2004 trouwde Joel met de 23-jarige Katie Lee. Lee studeerde af aan de Miami University in Oxford (Ohio). Op hun trouwdag was Joel 55 jaar. Joels dochter van 18 jaar, Alexa, was bruidsmeisje. De ex-vrouw van Joel, Christie Brinkley, begeleidde de ceremonie en gaf het koppel haar zegen. Lee werkt als culinair journalist voor het PBS-programma George Hirsch: Living It Up! Op 17 juni 2009 werd bekendgemaakt dat ook dit huwelijk na vijf jaar op de klippen was gelopen. Sinds die tijd is hij samen met Alexis Roderick en op 4 juli 2015 trouwde Joel zijn 32 jaar jongere vriendin thuis op zijn landgoed in Long Island. Daar was verder alleen gouverneur Andrew Cuomo bij, die het huwelijk voltrok.

### Ongevallen, drankmisbruik en ziekte
Joel heeft in het verleden een aantal auto-ongevallen gehad, waarvan er 'enkele' naar verluidt, veroorzaakt zijn onder invloed van drank.
In de lente van 1982, toen Joel al was begonnen aan zijn album The Nylon Curtain, raakte hij betrokken bij een motorongeval; een vrouw reed in een auto door rood licht en raakte Joel op zijn Harley-Davidson-motor. Hij brak zijn linkerpols en zijn hand was ernstig verwond. Wanneer Joel het verhaal vertelt, zegt hij dat de politieagent op de plaats van het ongeval zijn rijbewijs bekeek, de naam 'William Joel' las en tegen de vrouw zei: "Hé mevrouw, u hebt Billy Joel aangereden!" Toen de vrouw vernam wie ze had aangereden, vroeg ze zijn handtekening. Joel bood haar, met bloedende pols, aan een handtekening te zetten. Door de operatie, nodig om een tijdelijke pin aan te brengen, en een verblijf van een maand in het ziekenhuis werd de productie van het album tijdelijk stopgezet tot Joel voldoende was hersteld.
Een bijkomstig obstakel voor de zanger was de instorting van zijn huwelijk met Elizabeth Weber, een gebeurtenis die hoofdzakelijk wordt toegeschreven aan de spanning, veroorzaakt door Webers management van de carrière van haar man.
Tegen het eind van 1982 ging het stel uit elkaar. Toen ze vertrok, nam ze de helft van de bezittingen van de zanger mee. Onder zulke persoonlijke omstandigheden bleek het maken van muziek voor het album erg lastig: "Je bent altijd in de woestijn op zoek naar de oase en alles wat je daar bij je hebt is de piano; dat grote, zwarte beest met 88 tanden. 50.000 pakjes sigaretten later begin je het te begrijpen."
In 2003 reed Joel met zijn gloednieuwe Mercedes-Benz Coupé tegen een boom. In 2004 reed hij met zijn Citroën uit 1967 het huis van een 90-jarige vrouw binnen.
Joel werd in maart 2005 opgenomen in het Betty Ford Center in Rancho Mirage voor de behandeling van drankmisbruik vanwege "een tijdelijke, ernstige, aan de maag gerelateerde noodzaak" aldus zijn mediavoorlichter. Hij verliet de inrichting in april 2005. Een vriend van Joel gaf aan dat Joel alle vormen van alcohol compleet had afgezworen. Joel was al eerder behandeld wegens alcoholmisbruik in 2002, toen hij twee weken in het Silver Hill-ziekenhuis in Connecticut verbleef.
In mei 2025 annuleerde Joel een serie concerten nadat hij met Normaledrukhydrocefalie, een hersenaandoening, was gediagnostiseerd.

## Discografie

### Albums
| Album                                      | Verschijnen       | Label                         | Type     | Hitlijsten | Hitlijsten | Hitlijsten | Hitlijsten | Hitlijsten | Hitlijsten | Opmerkingen |
| Album                                      | Verschijnen       | Label                         | Type     | BE (VL)    | BE (VL)    | NL         | NL         | VK         | VS         | Opmerkingen |
| Album                                      | Verschijnen       | Label                         | Type     | Piek       | Weken      | Piek       | Weken      | Piek       | Piek       | Opmerkingen |
| ------------------------------------------ | ----------------- | ----------------------------- | -------- | ---------- | ---------- | ---------- | ---------- | ---------- | ---------- | ----------- |
| Cold Spring Harbor                         | 1 november 1971   | Family Productions            | Studio   |            |            |            |            | 95         | 158        |             |
| Piano Man                                  | 9 november 1973   | Family Productions / Columbia | Studio   |            |            |            |            | 98         | 27         |             |
| Streetlife Serenade                        | 11 oktober 1974   | Family Productions / Columbia | Studio   |            |            |            |            |            | 35         |             |
| Turnstiles                                 | 19 mei 1976       | Family Productions / Columbia | Studio   |            |            |            |            |            | 122        |             |
| The Stranger                               | 29 september 1977 | Family Productions / Columbia | Studio   |            |            | 22         | 10         | 25         | 2          |             |
| 52nd Street                                | 13 oktober 1978   | Family Productions / Columbia | Studio   |            |            | 29         | 6          | 10         | 1          |             |
| Glass Houses                               | 10 maart 1980     | Family Productions / Columbia | Studio   |            |            | 15         | 10         | 9          | 1          |             |
| Billy Joel: The Box Set                    | 1980              | Columbia                      | Boxset   |            |            |            |            |            |            |             |
| Songs in the Attic                         | 14 september 1981 | Family Productions / Columbia | Live     |            |            | 35         | 6          | 57         | 8          |             |
| The Nylon Curtain                          | 23 september 1982 | Family Productions / Columbia | Studio   |            |            | 1 (3 wk)   | 23         | 27         | 7          |             |
| An Innocent Man                            | 8 augustus 1983   | Family Productions / Columbia | Studio   |            |            | 8          | 22         | 2          | 4          |             |
| Greatest Hits Volume I & Volume II         | 2 september 1985  | Family Productions / Columbia | Verzamel |            |            | 6          | 42         | 7          | 6          |             |
| The Bridge                                 | 28 juli 1986      | Family Productions / Columbia | Studio   |            |            | 18         | 10         | 38         | 7          |             |
| Концерт                                    | 26 oktober 1987   | Columbia                      | Live     |            |            | 25         | 7          | 92         | 38         |             |
| Starbox                                    | 1988              | Columbia                      | Verzamel |            |            |            |            |            |            |             |
| Storm Front                                | 17 oktober 1989   | Columbia                      | Studio   |            |            | 13         | 33         | 5          | 1          |             |
| Souvenir: The Ultimate Collection          | januari 1990      | Columbia                      | Boxset   |            |            |            |            |            |            |             |
| River of Dreams                            | 10 augustus 1993  | Columbia                      | Studio   |            |            | 14         | 37         | 3          | 1          |             |
| A Voyage on the River of Dreams            | 1994              | Columbia                      | Boxset   |            |            |            |            |            |            |             |
| Greatest Hits Volume III                   | 19 augustus 1997  | Columbia                      | Verzamel |            |            | 30         | 9          | 23         | 9          |             |
| The Complete Hits Collection: 1973–1997    | 14 oktober 1997   | Columbia                      | Verzamel |            |            |            |            | 33         |            |             |
| 2000 Years: The Millennium Concert         | 2 mei 2000        | Sony                          | Live     |            |            |            |            | 68         | 40         |             |
| The Ultimate Collection                    | 20 december 2000  | Sony / Columbia               | Verzamel |            |            | 36         | 7          | 4          |            |             |
| Fantasies & Delusions                      | 2 oktober 2001    | Sony / Columbia               | Studio   |            |            |            |            |            | 83         |             |
| The Essential Billy Joel                   | 2 oktober 2001    | Sony BMG                      | Verzamel |            |            |            |            | 157        | 15         |             |
| Piano Man: The Very Best of Billy Joel     | 15 november 2004  | Columbia                      | Verzamel |            |            |            |            | 7          |            |             |
| My Lives                                   | 22 november 2005  | Sony BMG                      | Boxset   |            |            |            |            |            | 171        |             |
| 12 Gardens Live                            | 13 juni 2006      | Columbia                      | Live     |            |            |            |            | 95         | 14         |             |
| The Hits                                   | 16 november 2010  | Columbia                      | Verzamel |            |            |            |            |            | 34         |             |
| She's Always a Woman: Love Songs           | 23 november 2010  | Sony                          | Verzamel |            |            |            |            |            |            |             |
| Live at Shea Stadium: The Concert          | 8 maart 2011      | Columbia                      | Live     |            |            |            |            |            | 35         |             |
| Billy Joel: The Complete Albums Collection | 8 november 2011   | Sony                          | Boxset   |            |            |            |            |            |            |             |
| Opus Collection                            | 20 maart 2012     | Starbucks                     | Verzamel |            |            |            |            |            | 80         |             |

### Singles
| Lied                            | Verschijnen       | Album                                            | Hitlijsten | Hitlijsten | Hitlijsten  | Hitlijsten  | Hitlijsten | Hitlijsten | Opmerkingen           |
| Lied                            | Verschijnen       | Album                                            | BE (VL)    | BE (VL)    | NL (Top 40) | NL (Top 40) | GB         | US         | Opmerkingen           |
| Lied                            | Verschijnen       | Album                                            | Piek       | Weken      | Piek        | Weken       | Piek       | Piek       | Opmerkingen           |
| ------------------------------- | ----------------- | ------------------------------------------------ | ---------- | ---------- | ----------- | ----------- | ---------- | ---------- | --------------------- |
| She's Got a Way                 | 1972              | Cold Spring Harbor                               | -          | -          | -           | -           | -          | -          |                       |
| Nocturne                        | 1972              | Cold Spring Harbor                               | -          | -          | Tip 20      | -           | -          | -          |                       |
| Piano Man                       | 2 november 1973   | Piano Man                                        | -          | -          | -           | -           | 136        | 25         |                       |
| Worse Comes to Worst            | 1974              | Piano Man                                        | -          | -          | -           | -           | -          | 80         |                       |
| Travelin' Prayer                | 1974              | Piano Man                                        | -          | -          | -           | -           | -          | 77         |                       |
| The Ballad of Billy the Kid     | april 1974        | Piano Man                                        | -          | -          | -           | -           | -          | -          |                       |
| The Entertainer                 | november 1974     | Streetlife Serenade                              | -          | -          | -           | -           | -          | 34         |                       |
| Say Goodbye to Hollywood        | 1976              | Turnstiles                                       | -          | -          | -           | -           | -          | -          |                       |
| James                           | 1976              | Turnstiles                                       | 22         | 2          | 20          | 6           | -          | -          |                       |
| Just the Way You Are            | 26 september 1977 | The Stranger                                     | -          | -          | Tip 4       | -           | 19         | 3          |                       |
| Movin' Out (Anthony's Song)     | 1 november 1977   | The Stranger                                     | -          | -          | -           | -           | 35         | 17         |                       |
| Only the Good Die Young         | mei 1978          | The Stranger                                     | -          | -          | -           | -           | -          | 24         |                       |
| She's Always a Woman            | 1977              | The Stranger                                     | 28         | 1          | 12          | 10          | 29         | 17         |                       |
| The Stranger                    | 21 mei 1978       | The Stranger                                     | -          | -          | -           | -           | -          | -          |                       |
| My Life                         | 28 oktober 1978   | 52nd Street                                      | 27         | 1          | 23          | 5           | 12         | 3          |                       |
| Big Shot                        | januari 1979      | 52nd Street                                      | -          | -          | -           | -           | -          | 14         |                       |
| Honesty                         | mei 1979          | 52nd Street                                      | -          | -          | 28          | 4           | -          | 24         |                       |
| Until the Night                 | maart 1979        | 52nd Street                                      | -          | -          | -           | -           | 50         | -          |                       |
| All for Leyna                   | 23 januari 1980   | Glass Houses                                     | -          | -          | Tip 15      | -           | 40         | -          |                       |
| You May Be Right                | 7 maart 1980      | Glass Houses                                     | -          | -          | -           | -           | -          | 7          |                       |
| It's Still Rock and Roll to Me  | 12 mei 1980       | Glass Houses                                     | -          | -          | -           | -           | 14         | 1          |                       |
| Don't Ask Me Why                | 24 juli 1980      | Glass Houses                                     | -          | -          | Tip 2       | -           | -          | 19         |                       |
| Sometimes a Fantasy             | 1980              | Glass Houses                                     | -          | -          | -           | -           | -          | 36         |                       |
| Say Goodbye to Hollywood (live) | maart 1981        | Songs in the Attic                               | -          | -          | -           | -           | -          | 17         |                       |
| You're My Home (live)           | juli 1981         | Songs in the Attic                               | -          | -          | -           | -           | -          | -          |                       |
| She's Got a Way (live)          | januari 1982      | Songs in the Attic                               | -          | -          | -           | -           | -          | 23         |                       |
| Pressure                        | 1982              | The Nylon Curtain                                | -          | -          | Tip 5       | -           | -          | 20         |                       |
| Allentown                       | november 1982     | The Nylon Curtain                                | -          | -          | -           | -           | -          | 17         |                       |
| Goodnight Saigon                | februari 1983     | The Nylon Curtain                                | 1          | 11         | 1 (3 wk)    | 11          | 29         | 56         |                       |
| Tell Her About It               | 28 juli 1983      | An Innocent Man                                  | 19         | 7          | 27          | 4           | 4          | 1          |                       |
| Uptown Girl                     | 29 september 1983 | An Innocent Man                                  | 3          | 13         | 8           | 8           | 1          | 3          |                       |
| An Innocent Man                 | december 1983     | An Innocent Man                                  | -          | -          | -           | -           | 8          | 10         |                       |
| The Longest Time                | maart 1984        | An Innocent Man                                  | -          | -          | Tip 10      | -           | 25         | 14         |                       |
| Leave a Tender Moment Alone     | juli 1984         | An Innocent Man                                  | -          | -          | -           | -           | 29         | 27         |                       |
| Keeping the Faith               | september 1984    | An Innocent Man                                  | -          | -          | -           | -           | -          | 18         |                       |
| This Night                      | november 1984     | An Innocent Man                                  | 21         | 1          | -           | -           | 78         | -          |                       |
| You're Only Human (Second Wind) | 1985              | Greatest Hits Volume I & Volume II               | -          | -          | 23          | 6           | 94         | 9          |                       |
| The Night Is Still Young        | 1985              | Greatest Hits Volume I & Volume II               | -          | -          | -           | -           | -          | 34         |                       |
| Modern Woman                    | mei 1986          | The Bridge                                       | -          | -          | -           | -           | -          | 10         |                       |
| A Matter of Trust               | juli 1986         | The Bridge                                       | -          | -          | -           | -           | 52         | 10         |                       |
| This Is the Time                | november 1986     | The Bridge                                       | -          | -          | -           | -           | -          | 18         |                       |
| Baby Grand                      | maart 1987        | The Bridge                                       | -          | -          | -           | -           | -          | 75         | met Ray Charles       |
| Back in the U.S.S.R.            | 1987              | Концерт                                          | -          | -          | -           | -           | -          | -          |                       |
| We Didn't Start the Fire        | 27 september 1989 | Storm Front                                      | 6          | 12         | 11          | 7           | 7          | 1          |                       |
| Leningrad                       | 1989              | Storm Front                                      | 17         | 9          | 15          | 7           | 53         | -          |                       |
| I Go to Extremes                | 1989              | Storm Front                                      | -          | -          | Tip 3       | -           | 70         | 6          |                       |
| The Downeaster Alexa            | april 1990        | Storm Front                                      | -          | -          | -           | -           | 76         | 57         |                       |
| That's Not Her Style            | juli 1990         | Storm Front                                      | -          | -          | -           | -           | 97         | 77         |                       |
| And So It Goes                  | oktober 1990      | Storm Front                                      | -          | -          | -           | -           | -          | 37         |                       |
| Shameless                       | 1991              | Storm Front                                      | -          | -          | -           | -           | -          | -          |                       |
| All Shook Up                    | 1992              | Honeymoon in Vegas                               | -          | -          | -           | -           | 27         | 92         |                       |
| The River of Dreams             | 19 juli 1993      | River of Dreams                                  | 11         | 13         | 5           | 14          | 3          | 3          |                       |
| All About Soul                  | 1993              | River of Dreams                                  | -          | -          | Tip 15      | -           | 32         | 29         |                       |
| No Man's Land                   | 1993              | River of Dreams                                  | -          | -          | -           | -           | 50         | -          |                       |
| Lullabye (Goodnight, My Angel)  | 1994              | River of Dreams                                  | -          | -          | -           | -           | -          | 77         |                       |
| A Hard Day's Night              | 1994              | A Voyage on the River of Dreams                  | -          | -          | -           | -           | -          | -          |                       |
| To Make You Feel My Love        | 1997              | Greatest Hits Volume III                         | -          | -          | -           | -           | -          | 50         |                       |
| Hey Girl                        | 1997              | Greatest Hits Volume III                         | -          | -          | -           | -           | -          | -          |                       |
| New York State of Mind          | 2001              | Playin' with My Friends: Bennett Sings the Blues | -          | -          | -           | -           | -          | -          | met Tony Bennett      |
| All My Life                     | 14 februari 2007  |                                                  | -          | -          | -           | -           | -          | -          |                       |
| Christmas in Fallujah           | 4 december 2007   | A Good Thing Never Dies                          | -          | -          | -           | -           | -          | -          | zang door Cass Dillon |
| Christmas in Fallujah (live)    | 2008              |                                                  | -          | -          | -           | -           | -          | -          |                       |

### Video's
| Album                                   | Verschijnen      | Label           | Type                | Hitlijsten | Hitlijsten | Hitlijsten | Hitlijsten | Hitlijsten | Hitlijsten | Opmerkingen                                                    |
| Album                                   | Verschijnen      | Label           | Type                | BE (VL)    | BE (VL)    | NL         | NL         | VK         | VS         | Opmerkingen                                                    |
| Album                                   | Verschijnen      | Label           | Type                | Piek       | Weken      | Piek       | Weken      | Piek       | Piek       | Opmerkingen                                                    |
| --------------------------------------- | ---------------- | --------------- | ------------------- | ---------- | ---------- | ---------- | ---------- | ---------- | ---------- | -------------------------------------------------------------- |
| Live from Long Island                   | 1983             | CBS/Fox Video   | VHS, laserdisc      |            |            |            |            |            |            |                                                                |
| The Video Album - Volume I              | 1986             | CBS/Fox Video   | VHS, laserdisc      |            |            |            |            |            |            |                                                                |
| The Video Album - Volume II             | 1986             | CBS/Fox Video   | VHS, laserdisc      |            |            |            |            |            |            |                                                                |
| From Leningrad U.S.S.R.                 | 1987             | Sony            | VHS, laserdisc      |            |            |            |            |            |            | ook uitgebracht als The Russia Collection en A Matter of Trust |
| Live at Yankee Stadium                  | 1990             | Columbia        | VHS, laserdisc      |            |            |            |            |            |            |                                                                |
| Eye of the Storm                        | 1990             | Columbia        | VHS, laserdisc      |            |            |            |            |            |            |                                                                |
| Shades of Grey                          | 1993             | Sony, Columbia  | VHS                 |            |            |            |            |            |            |                                                                |
| Greatest Hits Volume III: The Video     | 1997             | Sony, Columbia  | VHS, laserdisc, dvd |            |            |            |            |            |            |                                                                |
| The Ultimate Collection                 | 2001             | Sony            | Dvd                 |            |            |            |            |            |            |                                                                |
| The Essential Video Collection          | 20 november 2001 | Sony            | Dvd                 |            |            |            |            |            |            |                                                                |
| Live from the River of Dreams           | 2007             | Columbia        | Dvd                 |            |            |            |            |            |            |                                                                |
| The Last Play at Shea                   | 8 februari 2011  | Newmarket Films | Dvd                 |            |            |            |            |            |            |                                                                |
| Live at Shea Stadium: The Concert       | 8 maart 2011     | Columbia        | Dvd                 |            |            | 13         | 6          |            |            |                                                                |
| Pianomania: Live from the Tokyo Dome    | 11 oktober 2011  | Radar           | Dvd                 |            |            |            |            |            |            | met Elton John                                                 |
| A Matter of Trust: The Bridge to Russia | 19 mei 2014      | Columbia        | Dvd, blu-ray        |            |            | 24         | 1          |            |            | nieuwe uitgave van Концерт                                     |

### NPO Radio 2 Top 2000
| Nummers met noteringen in de NPO Radio 2 Top 2000 | '99  | '00  | '01  | '02  | '03  | '04  | '05  | '06  | '07  | '08  | '09  | '10  | '11  | '12  | '13  | '14  | '15  | '16  | '17  | '18  | '19  | '20  | '21  | '22  | '23  | '24  |
| ------------------------------------------------- | ---- | ---- | ---- | ---- | ---- | ---- | ---- | ---- | ---- | ---- | ---- | ---- | ---- | ---- | ---- | ---- | ---- | ---- | ---- | ---- | ---- | ---- | ---- | ---- | ---- | ---- |
| Goodnight Saigon                                  | 14   | 11   | 8    | 18   | 25   | 22   | 34   | 51   | 38   | 32   | 53   | 38   | 62   | 80   | 90   | 83   | 79   | 77   | 81   | 93   | 101  | 117  | 110  | 133  | 157  | 173  |
| Honesty                                           | 616  | 700  | 625  | 772  | 863  | 892  | 797  | 954  | 898  | 846  | 1247 | 1131 | 1345 | 1395 | 1501 | 1341 | 1484 | 1428 | 1637 | 1803 | 1729 | 1641 | 1912 | 1911 | -    | 1820 |
| James                                             | 1215 | -    | 1312 | 1228 | -    | 1783 | 1666 | 1998 | 1887 | 1811 | 1941 | -    | -    | -    | -    | -    | -    | -    | -    | -    | -    | -    | -    | -    | -    | -    |
| Just the Way You Are                              | 1034 | 1444 | 769  | 1207 | 1176 | 1140 | 954  | 1161 | 921  | 1034 | 1446 | 1055 | 1431 | 1672 | 1530 | 1505 | 1836 | 1964 | 1868 | 1848 | 1847 | -    | -    | -    | -    | -    |
| Leningrad                                         | 355  | 327  | 164  | 217  | 437  | 312  | 303  | 461  | 378  | 352  | 351  | 378  | 425  | 399  | 397  | 367  | 404  | 446  | 492  | 571  | 549  | 664  | 619  | 556  | 640  | 525  |
| My Life                                           | 1446 | -    | 1138 | -    | -    | -    | -    | -    | -    | -    | -    | -    | -    | -    | -    | -    | -    | -    | -    | -    | -    | -    | -    | -    | -    | -    |
| New York State of Mind                            | -    | 1572 | 865  | 991  | 1705 | 1052 | 1149 | 1122 | 1009 | 1126 | 1216 | 891  | 1048 | 1214 | 973  | 493  | 726  | 840  | 813  | 1157 | 1112 | 1364 | 1362 | 1476 | 1589 | 1790 |
| Piano Man                                         | 121  | 83   | 57   | 58   | 60   | 66   | 49   | 54   | 34   | 50   | 45   | 45   | 29   | 36   | 18   | 7    | 6    | 4    | 4    | 3    | 3    | 4    | 5    | 4    | 4    | 5    |
| Scenes from an Italian Restaurant                 | -    | -    | -    | -    | -    | -    | -    | -    | -    | -    | -    | -    | -    | -    | -    | -    | -    | 1598 | 1543 | 1410 | 1480 | 1502 | 1348 | 1331 | 1333 | 1281 |
| She's Always a Woman                              | 238  | 308  | 261  | 211  | 243  | 198  | 276  | 339  | 302  | 260  | 315  | 267  | 348  | 504  | 431  | 401  | 402  | 322  | 318  | 270  | 256  | 305  | 332  | 289  | 334  | 303  |
| The Longest Time                                  | 944  | 1150 | 725  | 1185 | 1277 | 1513 | 1418 | 1517 | 1653 | 1442 | 1863 | 1591 | -    | -    | 1970 | 1916 | 1959 | -    | -    | -    | -    | -    | -    | -    | -    | -    |
| Uptown Girl                                       | -    | -    | 949  | 1070 | 1710 | 1450 | 1606 | 1767 | 1923 | 1657 | -    | 1975 | -    | -    | 1764 | -    | 1894 | 1845 | 1772 | 1152 | 1212 | 1459 | 1398 | 1591 | 1825 | 1490 |
| Vienna                                            | -    | -    | -    | -    | -    | -    | -    | -    | -    | -    | -    | -    | -    | -    | -    | -    | -    | -    | -    | -    | -    | -    | 1743 | 831  | 616  | 428  |
| We Didn't Start the Fire                          | -    | -    | -    | -    | -    | -    | -    | -    | -    | -    | -    | -    | -    | -    | -    | 1934 | 1779 | 1819 | 1762 | 1714 | 1421 | 1340 | 1275 | 1278 | 1407 | 1289 |

1. ↑  Een '-' betekent dat het nummer niet was genoteerd en een vetgedrukt getal geeft de hoogste notering van een nummer aan.

## Trivia
- Prelude/Angry Young Man van het album Turnstiles werd jarenlang gebruikt als leader voor het NCRV-radioprogramma Hier en Nu.
- Zijn dochter Alexa Ray Joel heeft ook een carrière in de muziekindustrie. Ze heeft niet zoveel succes als haar vader en staat een beetje in zijn schaduw.
- Joel merkte eens op dat hij talentenshows als American Idol een verkeerde manier vindt om beroemd te worden. Het gaat volgens hem niet alleen om zingen, je moet ook iets schrijven of een instrument bespelen.
- Billy Joel trad in 2008 een aantal keer op met Paul McCartney in Shea Stadium (het stadion in New York waar The Beatles optraden in 1965) vlak voordat het gesloopt werd. Dit optreden is te zien op Joels cd/dvd Live at Shea Stadium en in de documentaire The Last Play at Shea. Een jaar later, in 2009, trad hij opnieuw met McCartney op in Citi Field, op de plek waar vroeger Shea Stadium stond. Dit optreden is te zien op Paul McCartneys dvd Good Evening New York City.
- Joel sprak de stem in van Dodger voor de Disney-film Oliver & Co. uit 1988.
- In 2025 bracht HBO de tweedelige documentaire And So It Goes uit waarin onder andere duidelijk werd dat Joel in de beginfase van zijn carrière worstelde met depressies.